# Evangeliar

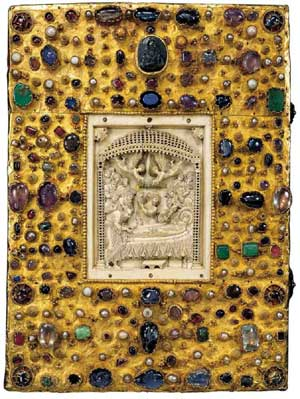
Buchdeckel des Evangeliars Kaiser Ottos III.

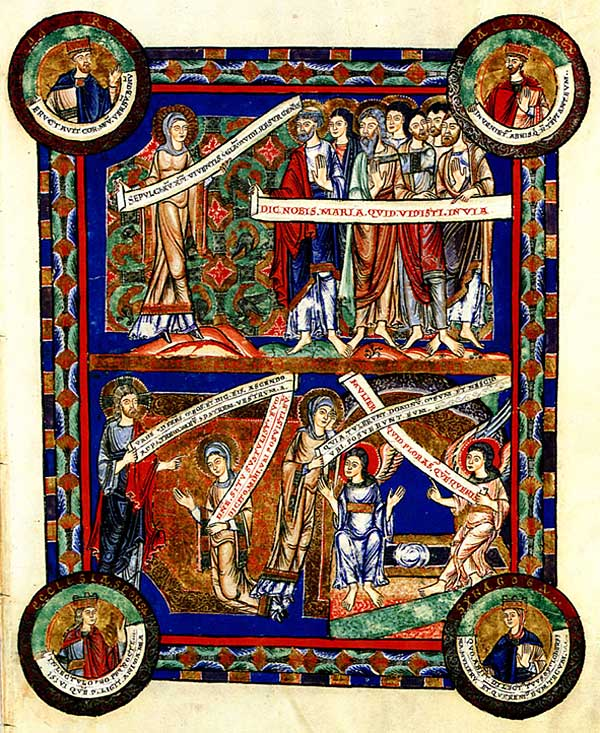
Seite aus dem Evangeliar Heinrichs des Löwen

Ein Evangeliar (Evangelienbuch) oder Tetraevangelion (Τετραευαγγέλιον) sind verbreitete Bezeichnungen für einen Codex mit dem vollständigen Text der Evangelien des Neuen Testaments. Es enthält den vollständigen Text der vier Evangelien (Tetraevangeliar) in der ursprünglichen Textfolge.
Die ältesten Handschriften sind aus der Spätantike erhalten.
In einigen Codices sind auch andere Texte enthalten, die oft von späterer Hand hinzugefügt wurden. Diese konnten Interlinearglossen (z. B. Übersetzung des Textes in die einheimische Sprache), Anmerkungen zu Ereignissen am Entstehungsort der Handschrift oder Notizen zum gottesdienstlichen Gebrauch enthalten. Manchmal wurden die im Gottesdienst zu lesenden Abschnitte durch die Kapiteleinteilung und Rubrizierung besonders kenntlich gemacht. In einzelnen Exemplaren finden sich auch Konkordanztabellen (Kanontafeln) des Eusebius, die Vorreden des Hieronymus zur Vulgata (praefationes), Kurzviten der vier Evangelisten (als prologus oder argumentum bezeichnet), Inhaltsangaben der einzelnen Evangelien (capitulationes) sowie das Verzeichnis der für die gottesdienstliche Lesung vorgesehenen Evangelienperikopen (capitulare evangeliorum).
Evangeliare sind oft sehr kunstvoll gestaltet und mit Abbildungen versehen. Diese stellen häufig am Beginn des jeweiligen Evangeliums die Evangelisten und einzelne Szenen aus dem Text dar. Diese Abbildungen zählen zu den frühesten und hochwertigsten erhaltenen Zeugnissen der spätantiken und frühmittelalterlichen Buchmalerei. Beispiele sind der Codex Aureus aus Echternach, der Hitda-Codex und das Lorscher Evangeliar. Einzelne Widmungs- und Stiftungsexemplare für Könige und Fürsten gehören zu den kostbarsten Büchern, die überhaupt hergestellt wurden (z. B. das Evangeliar Heinrichs des Löwen).

## Evangelienlektionare
Aus den Perikopenverzeichnissen entstanden die verbreitet als Evangelistare bezeichneten Evangelienlektionare, die nur die für den Gottesdienst benötigten Textabschnitte der Evangelien wiedergeben und diese nach den Tagen und Festen des Kirchenjahres anordnen. Diese werden manchmal ebenfalls als Evangeliare bezeichnet.
In der heutigen römisch-katholischen Liturgie ist Evangeliarium bzw. Evangeliar der amtliche lateinische bzw. deutsche Name des liturgischen Perikopenbuches mit den Schriftlesungen aus den vier Evangelien des Neuen Testamentes.

## Evangeliare
- Abba Gärima (um 4.–7. Jh., auf Ge'ez, bei Adua, Äthiopien)[2]
- Ada-Evangeliar (um 790/810, wahrscheinlich Aachen)
- Augustinus-Evangeliar (6. Jh., Italien)
- Evangeliar aus dem Bamberger Dom (um 1000/1020, Reichenau)
- Kostbares Bernwardevangeliar (um 1015, Hildesheim)
- Durham-Evangeliar (A.II.10) (um 650, Lindisfarne oder Irland)
- Durham-Evangeliar (A.II.17) (Ende 7. Jh., Irland oder Lindisfarne, England)
- Ebo-Evangeliar (um 825, Reims oder Hauteviller, Frankreich)
- Evangeliar von Echternach (um 1030/1050, Echternach)
- Codex aureus von St. Emmeram (um 870, Reims)
- Etschmiadsin-Evangeliar (989, Bgheno-Norawank, Armenien)
- Fuldaer Evangeliar (um 850, Fulda)
- Evangeliar Heinrichs des Löwen (um 1173/1188, Helmarshausen)
- Goslarer Evangeliar (um 1240, Goslar)
- Book of Kells (um 800, Iona, Schottland)
- Evangeliar aus Kleve (um 840/852, Aachen)
- Krönungsevangeliar (um 795, Aachen)
- Evangeliar von Lindisfarne (um 715, Lindisfarne. England)
- Liuthar-Evangeliar (Evangeliar Ottos III.) (um 1000, Reichenau)
- Evangeliar (London)
- Lorscher Evangeliar (um 810, wahrscheinlich Aachen)
- Lothar-Evangeliar (Evangeliar Lothars I.) (um 849/851, Tours, Frankreich)
- Codex Millenarius (maior) (um 800, Mondsee, Österreich)
- Mughni-Evangeliar
- Evangeliar Ottos III. (um 1000, Reichenau)
- Gießener Evangeliar (vor 1000, Köln)[3]
- Hidda-Codex (1020–1030, Köln)
- Hitda-Codex (1000–1005, Köln)
- Jüngeres Evangeliar aus St. Georg (Lyskirchen-Evangeliar, 1067, Köln)[4]
- Evangeliar von Peressopnyzja (1556/1561, Peressopnyzja, Ukraine)
- Rabbula-Evangeliar (586, Zagba, Syrien)
- Richeza-Evangeliar
- Codex purpureus Rossanensis (6. Jh., Syrien)
- Evangeliar von Saint-Riquier (um 795, Aachen)
- Codex Sangallensis 48 (9. Jh., griechisch)
- Strahov-Evangeliar
- Evangeliar der Sainte Chapelle (10./11. Jh.)
- Evangeliar aus Soissons (vor 827, wahrscheinlich Aachen)
- Evangeliar aus Saint-Martin-des-Champs
- Schatzkammer-Evangeliar
- Speyerer Evangeliar
- Theophanu-Evangeliar
- Evangeliar von Wani
- Codex Washingtonianus (um 400, griechisch)